# مرض متصاعد

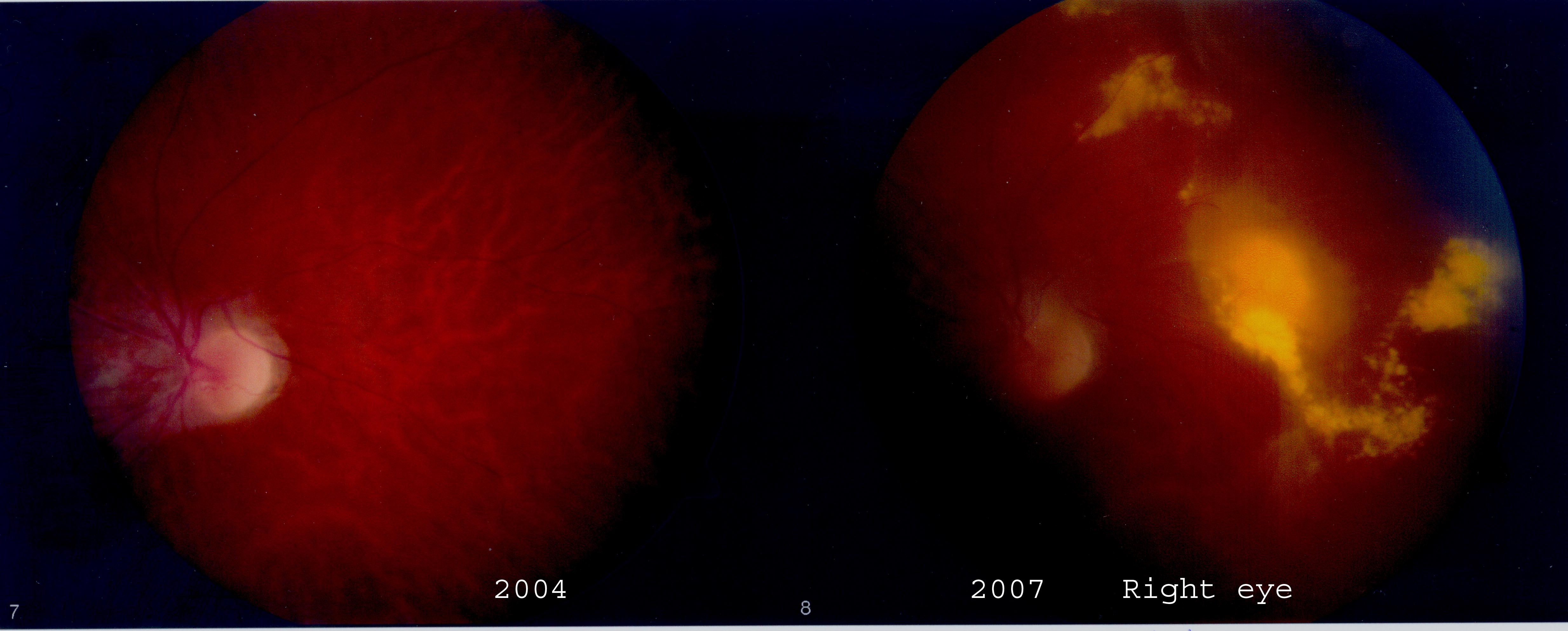
صورة تُظهر التغييرات الحادثة في شبكية العين اليمنى لمريض "بمرض تدريجي (مترقي)" وراثي نادر اسمه "اعتلال الشبكية الزجاجي العائلي النضحي المترقي" Familial Exudative Vitreoretinopathy والمعروف أيضا اختصاراً باسم "FEVR". الفارق بين الصورتين مأخوذ على مدى فترة ثلاث سنوات، ويُظهر كلا من تطوّر النضحة exudate وانسحاب dragging شبكية العين عن مكانها الأصلي.

المرض المتغير والمرض المتدرج والمرض المُتَرَقّ والمرض المتفاقم والمرض التصاعدي والمرض المتزايد، كلها أسماء لتوصيف نوعية مرض أو وعكة بدنية تسوء فيها حالة المريض في أغلب الحالات، أو ينمو فيها المرض ويتفاقم بلا توقف، أو يستمر فيها المرض بالانتشار في المريض. قد يستمر تدرج المرض حتى يُوصِل إلى الوفاة، أو الهزال الخطير أو أن يحدث فشلاُ في العضو المصاب. بعض الأمراض المترقية يمكن وقف تفاقمها تماماً أو عكسها (الشفاء منها) عن طريق العلاج، كما أن الكثير منها يُمكن الإبطاء من سرعة تفاقمها بواسطة العلاج الطبي، والبعض الآخر لا يمكن تغييره بالعلاجات المعروفة الحالية.
على الرغم من أن «الفروقات الزمنية» لتطور الأمراض المترقّية أمر متفاوت، إلا أن الأمراض المترقية يمكن أن تكون «سريعة التفاقم» (في العادة بضعة أيام إلى أسابيع) أو «بطيئة التفاقم» (من أشهر إلى سنة).
غالباً ما تكون جميع الأمراض «بطيئة التفاقم» هي أيضا "أمراض مزمنة" من حيث «الوقت»، ويُشار إليها أيضا باسم الأمراض التنكسية. ولكن ليست كل "الأمراض المزمنة" مترقية، فالأمراض المزمنة غير المترقّية يتم الإشارة إليها باعتبارها حالة «مستقرة» أي «ثابتة»، لا تتدهور إلى حالة أسوأ.
«المرض المترقّي» يمكن أن يكون أيضا نقطة نهاية سريرية، أي نقطة النهاية لإيقاف التجارب السريرية.

## وجه التسمية
التغير في الاصطلاح يطلق على معنيين، أحدهما التغير الدفعي وهو أن يتغير الشيء في ذاته حقيقة، وهذا يسمى كونا وفسادا كالخبز إذا صار لحما بعد الأكل، وثانيهما التغير التدريجي وهو أن يتغير في كيفيته مع بقاء صورته النوعية. ويدل وزن التفعل على التدرج أو حصول الفعل مرة بعد مرة، نحو تجرع الماء إذ شربه جرعة بعد جرعة، وتحسى الماء، وتعرق، وتفهم وتبصر وتسمع.

## أمثلة
هناك أمثلة للأمراض المتدرجة البطيئة والسريعة التي تؤثر على جميع أجهزة الجسم، أو تؤثّر على أجزاء من الجسم. وفيما يلي بعض أمثلة الأمراض التدريجية السريعة والبطيئة التي تؤثر على مختلف أجهزة الجسم:
- الدماغ: مرض كروتزفيلد جاكوب «سريع التفاقم» أكثر من مرض الزهايمر.
- العيون: إعتام عدسة العين يمكن أن يكون مرضاً «ثابتاً» أو «بطئ التفاقم». الضمور البقعي «بطئ التفاقم»، في حين أن انفصال الشبكية «سريع التفاقم».
- الرئتين: انتفاخ الرئة بسبب عوز ألفا-1 انتيتريبسين، هو مرض انسداد رئوي «بطئ التفاقم».
- الكلى: متلازمة غودباستشر هي التهاب كبيبات الكلى «سريع التفاقم»، في حين أن اعتلال الكلى السكري «بطئ التفاقم».
- البنكرياس: داء سكري النوع الأول ينطوي على فقدان «سريع التفاقم» لقدرات الجسم على إفراز الأنسولين، بالمقارنة مع داء السكري من النوع الثاني الذي يصاحبه فقدان «بطئ التفاقم» لإفراز الأنسولين على مدى سنوات عديدة. مرض سكري الشبان الناضجين من النوع الثاني (MODY 2) الحادث بسبب الطفرة "GCK " هو أحد أشكال مرض إفراز الأنسولين المنخفض المستقر (ثابت) نسبيا.
- المفاصل: كل من التهاب المفاصل التنكسي والتهاب المفاصل الروماتويدي هي صور من أشكال التهاب المفاصل «بطئ التفاقم».
- الأعصاب: «الرعاش مجهول السبب» هو اضطراب عصبي«بطئ التفاقم»، عادة ما يكون وراثيا.